# Chiesa dei Diecimila Martiri Crocifissi
La chiesa di Diecimila Martiri Crocifissi è luogo di culto cattolico situato nel quartiere di San Fruttuoso, in via Canevari, nel comune di Genova nella città metropolitana di Genova. La chiesa è sede della parrocchia omonima del vicariato di San Fruttuoso dell'arcidiocesi di Genova.

## Storia e descrizione
L'attuale chiesa del Borgo Incrociati, intitolata ai Diecimila Martiri Crocifissi, fu costruita negli anni 1933-1934, ma nel borgo esisteva da tempi remoti una chiesa, detta di Santa Maria di Bisagno, di cui si hanno notizie dal 1191, quando ne presero possesso i Canonici ospitalieri crocigeri detti popolarmente Incrociati, che vi rimasero fino al XV secolo quando, nel 1411, fu data in commenda al cardinale Lodovico Fieschi.
La chiesa fu restaurata nel 1546 e ricostruita, ampliandola, nel 1750; fu eretta in parrocchia e prevostura nel 1776 dall'arcivescovo Giovanni Lercari. Quando nel 1811 furono aboliti i due vicini oratori del Crocifisso e del Carmine tutti i loro arredi sacri furono consegnati alla parrocchia; tra questi il settecentesco altare del Crocefisso, opera di Gerolamo del Canto.
Nel 1933 fu decisa la costruzione della nuova chiesa nella via Canevari, inaugurata il 14 ottobre 1934 dal cardinale Carlo Dalmazio Minoretti e consacrata il 20 giugno 1958. La vecchia chiesa fu demolita nel 1940.